# Flying Fish Cove
Flying Fish Cove (littéralement : La Crique aux poissons volants) est la capitale de l'île Christmas, un territoire extérieur australien.

## Histoire
Fondée en 1888, c'est la plus ancienne implantation britannique sur l'île.

## Géographie
Flying Fish Cove se trouve dans le nord-est de l'île. La commune est nommée « The Settlement » sur plusieurs cartes (settlement est le mot anglais pour implantation). La ville était peuplée de 1012 habitants en 2009.
Environ un tiers de la population de l'île Christmas réside à Flying Fish Cove. Un port permet aux yachts des touristes d'accoster. Un petit aérodrome se situe au sud-est de la commune.
La plongée peut être pratiquée sur la plage de la commune.